# Piper bermejanum
Piper bermejanum är en pepparväxtart som beskrevs av Trel. & Yunck.. Piper bermejanum ingår i släktet Piper och familjen pepparväxter. Inga underarter finns listade i Catalogue of Life.